# Engelbert Weilharter
Engelbert Weilharter (* 16. März 1953 in St. Ruprecht-Falkendorf, Steiermark) ist ein österreichischer Mechatroniker, Versicherungsvertreter und Politiker (FPÖ).

## Leben
Nach der Hauptschule absolvierte Weilharter das Polytechnikum und erlernte er von 1968 bis 1972 den Beruf des Kfz-Mechatronikers, in dem er bis 1975 tätig war, ehe er über den Zweiten Bildungsweg die Ausbildung zum Versicherungsvertreter machte und seither in diesem Beruf tätig ist.
Sein politischer Werdegang begann 1979, als er für die FPÖ in den Gemeinderat von Stolzalpe einzog. Er blieb bis 1988, Gemeinderatsmitglied. 1986 folgte sein Wechsel als Abgeordneter seiner Partei zum Steirischen Landtag, dem Weilharter bis 1996 angehörte.
Von 1990 bis 1995 war er Gemeinderatsmitglied in Murau, ehe er 1996 als Mitglied des Bundesrats in Wien vereidigt wurde. Er war danach bis 2005 Bundesrat; zwischen 1999 und 2005 fungierte er zudem als „Ordner“ der zweiten österreichischen Parlamentskammer.

## Auszeichnungen
- 2001: Großes Silbernes Ehrenzeichen für Verdienste um die Republik Österreich